# Iyabo Ojo

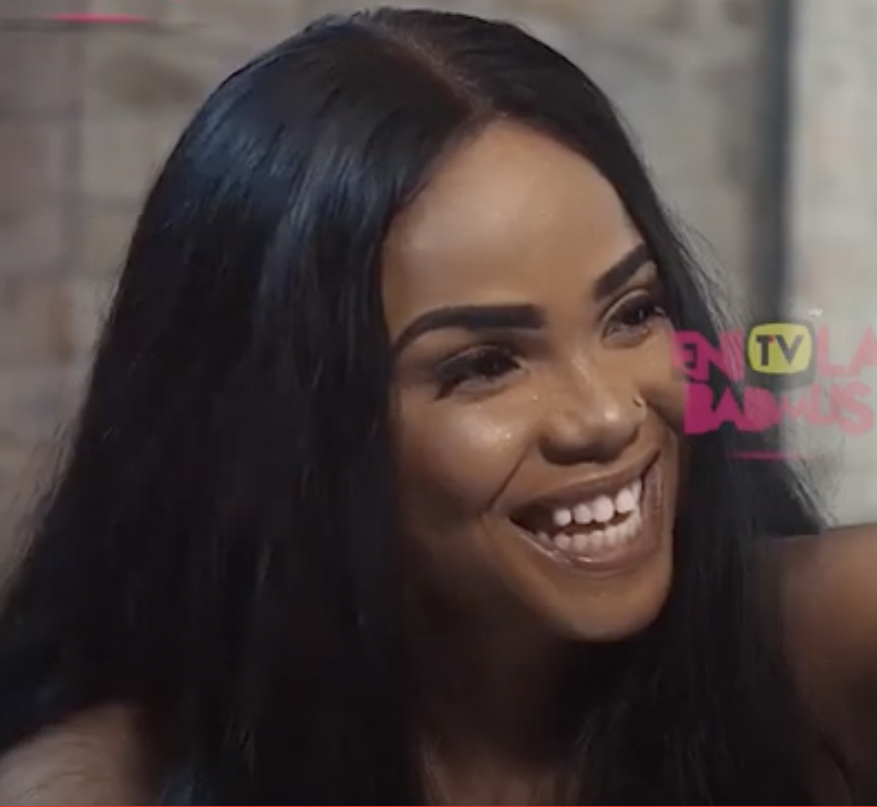

Iyabo Ojo tên thật là Alice Iyabo Ojo (sinh ngày 21 tháng 12 năm 1977) là tên của một diễn viên, đạo diễn, nhà sản xuất phim người Nigeria. Hiện bà đã góp mặt trong hơn 150 bộ phim và đã sản xuất hơn 14 sản phẩm điện ảnh.

## Lí lịch
Bà sinh ra ở bang Lagos dù cha bà là người từ thành phố Abeokuta bang Ogun. Bà là con út trong một gia đình 5 người, và bà có 2 người anh trai. Khi học ở trường trung học, bà đã tham gia một nhóm kịch. Bà học tại trường cao đẳng quốc gia, ở Gbagbada, bang Lagos, sau đó thì vào trường bách khoa bang Lagos để học về quản lí tài sản.

## Sự nghiệp
Bà bắt đầu sự nghiệp diễn xuất vào năm 1998, tức là năm bà 21 tuổi. Bà đã mô tả sự bắt đầu của mình rằng:"Khi tôi 21 tuổi, tôi đến gặp Bimbo Akintola sau khi xem xong một bộ phim mà cô ấy đóng và nói rằng mình muốn làm diễn viên. Cô ấy đồng ý và giúp đỡ tôi. Sau khi dạy tôi xong, tôi vào nhóm diễn viên của Nigeria rồi sau đó cô ấy luôn giữ tôi quanh mình. Cốt là để giới thiệu tôi cho nhiều người mà cô ấy biết".

Iyabo Ojo đã góp mặt trong một số bộ phim Nollywood (Nền công nghiệp điện ảnh của Nigeria). Bộ phim của bà là một bộ phim với ngôn ngữ là tiếng Anh, tên là Satanic. Năm 2002, bà tham gia vào bộ phim Baba Darijinwon, đó là bộ phim đầu tiên mà bà đóng với ngôn ngữ là tiếng Yoruba.
Năm 2004, bà bắt đầu sản xuất một bộ phim đầu tiên tên là Bolutife.
Ngoài ra vào tháng 5 năm 2011, bà là người đã tạo ra một quỹ tên là Pinkies, chuyên cung cấp thực phẩm cho những trẻ em có hoàn cảnh khó khăn.

## Đời tư
Năm 1999, bà kết hôn với một nhà làm phim tại bang Lagos. Bà đã sinh một người con trai vào năm 1999 và một người con gái vào năm 2001. Hiện hai người đã li hôn.

## Phim ảnh
Dưới đây là những bộ phim mà bà tham gia đã qua chọn lọc:
- Satanic (1998)
- Agogo Ide (1998)
- Okanla (2013)
- Silence (2015)
- Beyond Disability (2015)
- Black Val[10]
- Arinzo
- Apo Owo
- Awusa (2016)
- Tore Ife (Love)[11]
- Trust (2016)[11]
- Ore (2016)
- Ipadabo (2016)[11]